# 宋權
宋權（1598年—1652年），字平公，號雨恭，河南省歸德府商邱縣（今河南省商丘市）人，明末清初政治人物。

## 生平
明朝天啓五年（1625年）乙丑科三甲七十七名進士，授山西陽曲縣知縣、吏科給事中、候補北科給事中、工科右給事中、兵科左給事中、大名道副使、順廣道副使、遵化監軍。崇禎十七年三月，升右僉都御史、順天巡撫。
明亡後，降大顺，任顺天府节度使。继而降清，順治三年（1646年），任內翰林國史院大學士，順治五年，加太子太保。次年，負責纂修太宗文皇帝實錄總裁官。順治九年六月十二日卒，贈少保、光祿大夫，谥文康。

## 家族
長子宋焞，幼年城破身亡。次子宋犖，娶明兵部左侍郎叶廷桂女。三子宋炘，以荫授中书舍人。四子宋炌。

## 延伸阅读
[在维基数据编辑]
 《清史稿·卷238》，出自趙爾巽《清史稿》